# Chocolate (danza)

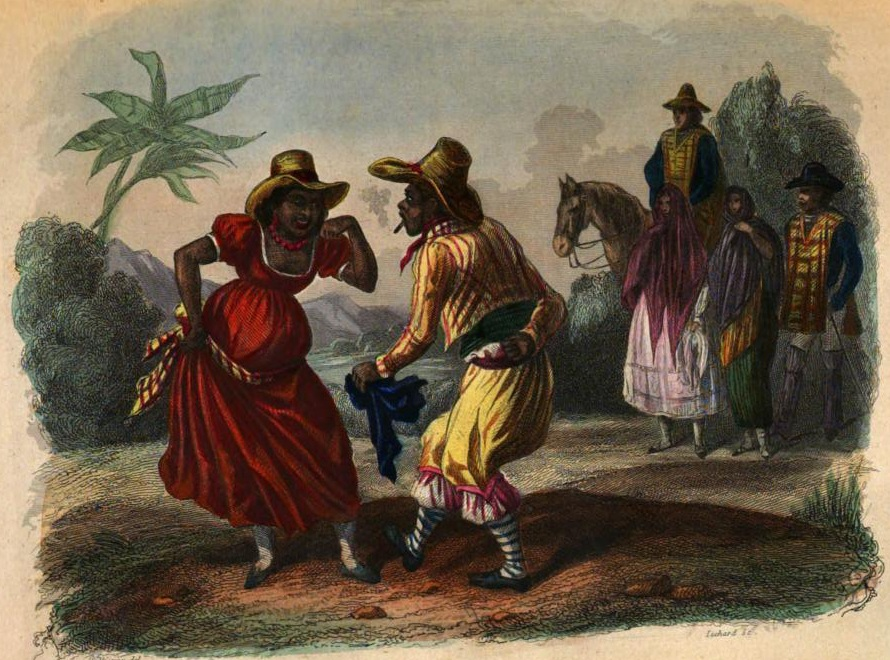
El Chocolate, danza indígena de Lima, grabado inserto en las crónicas del viajero francés Gabriel Lafond de Lurcy, hacia 1822

El chocolate es un baile de origen hispano, afrodescendiente e indígena, actualmente característico y de vigencia residual en localidades insulares del archipiélago de Chiloé, en la zona sur de Chile, única zona geográfica en el que ha subsistido en el folclore local de sus habitantes luego de haber desaparecido en el resto del continente.[cita requerida]
Data de principios del siglo XIX, cuando fue llevado a las islas por los soldados realistas provenientes del virreinato del Perú que combatían a favor de la Corona española en la guerra de independencia de Chile.

## Historia
Al igual que otras similares «danzas de pañuelo», el chocolate deriva de la zamacueca, siendo su nombre probablemente tomado de una letra de moda de esta última, como también lo fueron otros bailes de la época llamados Don Mateo, El Alza que te han visto, El Pajarito, El Punto, El Torito, Las Tirambas, etc. 
Se trató de un baile muy popular durante las guerras de independencia, al punto que el oficial español Ramón Soler en su novela histórica Adela y Matilde o los últimos cinco años de la dominación española en el Perú, lo menciona como «uno de los nombres con que se distinguen las diversas danzas del país», señalando además que «estas composiciones se parecen mucho, todas consisten en describir ochos, entradas y salidas escobillando, y concluir con círculos zapateando, ya que siga el caballero a la dama, ya que él la preceda [...] es el pañuelo el que juega con la gracia y coquetería propia y exclusiva de estas graciosas criollas».
También es mencionado e ilustrado por el viajero francés Gabriel Lafond de Lurcy en su libro de viajes por Chile y Perú, Voyages dans les Amériques, y descrito en Chile por el barón de Bougainville y por el comerciante sueco C. E. Bladh, quienes lo clasifican de «poco decente» y como «[un] baile equívoco y licencioso», respectivamente.

## Características actuales en Chiloé
Es un baile de pareja suelta con pañuelos en que los bailarines zapatean y se mueven en direcciones opuestas. El hombre persigue a la mujer, abre los brazos y a ratos los cruza, siempre batiendo el pañuelo, y mueve el pie derecho hacia adelante y atrás mientras marca los compases zapateando con el izquierdo. La mujer hace los mismos movimientos pero ahora  en sentido contrario, pero no bate los brazos como lo hace el hombre.
Como otros bailes del archipiélago, no está vigente en las celebraciones, pero hay personas mayores que saben bailarlo y es representado por grupos de música folclórica. La versión más conocida es la que difundió el folclorista y cantautor Héctor Pavez y que fue recopilada por él mismo en Chiloé en la década de 1960. Los instrumentos que se emplean son la guitarra, el bombo, el violín chilote y la charrasca.[cita requerida]
Existen variaciones en la letra y en la velocidad, pero todas mencionan al chocolate a un toro bravo. Las menciones al chocolate son acerca de la forma de beberlo y rimas, como «Así se bebe, agua de nieve; así se toma, agua de Roma; así se bebe el chocolate; con la boquita se toma; con la manito se bate». Las menciones al toro dicen cosas como «que te embiste, y embiste, embiste; que te embiste un toro bravo». En algunas versiones, la canción empieza hablando sobre una cacería de patos en una laguna y luego continúa con los motivos del chocolate y el toro y en otras se menciona a España y la guerra y se da antender que el bailarín es un soldado. La canción termina exhortando al hombre a bailarle «bien a esa dama» y a que vuelva a sentarse, porque su gloria (o su muerte) «será mañana».